# Enancjostaza
Enancjostaza – zdolność systemu otwartego do funkcjonowania w niestabilnym otoczeniu. Systemem tym może być organizm żywy. Pojęcie enancjostazy jest analogiczne do pojęcia homeostazy z następującą różnicą: w przypadku enancjostazy stan wewnętrzny dopasowuje się by utrzymać funkcje życiowe, w przypadku homeostazy regulacja służy utrzymaniu wewnętrznego status quo. Przykładem enancjostazy są procesy fizjologiczne zwierząt ujść rzek – niektóre gatunki krabów regulują wewnętrzny współczynnik pH by dostosować organizm do zmiennych warunków zasolenia.
- źródłosłów z greki: enantios – (na)przeciwko oraz stasis – staza, czyli stan stabilności